# Klaus Foitzik
Klaus Foitzik (* 1961 in Iserlohn-Letmathe) ist ein deutscher Kinderliedermacher.

## Leben und Karriere
Foitzik studierte von 1984 bis 1988 Rhythmik an der Musikhochschule Münster. Anschließend unterrichtete er Musikalische Früherziehung als selbständiger Musiklehrer. Er spielt Schlagzeug, Klavier und Gitarre. 2002 gründete er das Musiktheater „Kinderwachsen“ und schreibt seit 2003 Kinderlieder. Seine Frau, Heike Foitzik, gründete 2005 den Verlag „Kinderwachsen“.
Er hat zwei Töchter und lebt mit seiner Familie in Billerbeck im Münsterland.

## CDs
- Manchmal brauchst du einen Löwen (Musical), 2003
- Eins zu eins für Klaus, 2006
- NQ-Lino & die Quassels, 2006
- Ohne Moos nix los, 2008
- Farbe ins Leben, 2009
- Mit Herz und Witz (Hörspiel), 2009
- Viele Kinder – eine Schule (Hörspiel), 2010
- Das Geheimnis der goldenen Brillen (Hörspiel), 2010
- Wenn die Buchstaben Feierabend machen, 2015

## Auszeichnungen
- 2004, 2006, 2011 und 2016: Deutscher Kinderliederpreis[2][3]
- 2015: „Blauer Bengel“[2]
- 2007: KinderLiederWelt-Wettbewerb des WDR 5[3]